# Pramenný důl
Pramenný důl mezi Rozprechticemi a Dražejovem v okrese Česká Lípa je údolí dlouhé zhruba 2 km, sevřené pískovcovými skalami jižně od Dubé v Chráněné krajinné oblasti Kokořínsko – Máchův kraj. Jméno údolí je odvozeno od řady místních pramenů.

## Popis lokality
Důl začíná u obce Rozprechtice 2 km jižně od Dubé a vede přímo na jih. Postupně se zvedá a končí u obce Dražejov. Ve své severní části je část přírodní rezervace Mokřady horní Liběchovky zapsaná mezi mokřady Ramsarské úmluvy. V údolí – dolu je řada menších starších vodárenských staveb a prameny. Odtud byla voda čerpána nahoru do obce Dražejov vodovodem vybudovaným roku 1907. Voda z pramenů a strání protéká směrem k severu, kde končí v potoce Liběchovka.
Zalesněné údolí je sevřeno pískovcovými skalami, z nichž řada byla (hlavně horolezci) pojmenována. Skalní věže se jmenují Onibaba, Babeš, Rokytník, Dražejovská věž. Geomorfologicky je údolí součástí Polomených hor v rámci Dokeské a Ralské pahorkatiny.

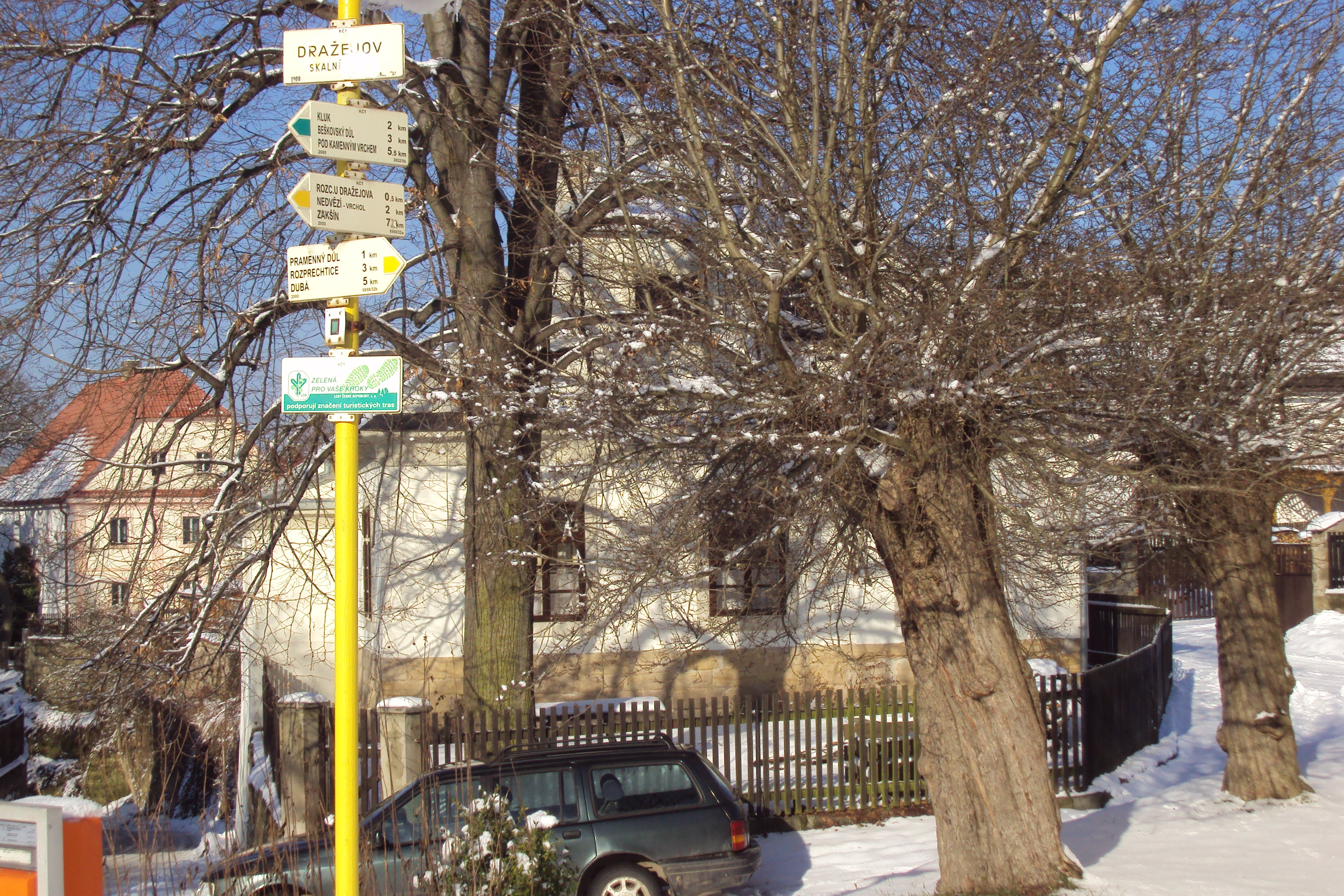
Označení směru do Pramenného dolu v Dražejově

Od severu z Dubé vede údolím žlutě značená turistická trasa, po které turisté mohou projít přes Dražejov na vrchol s kruhovým výhledem nad obcí Nedvězí.